# مهدیخان محله
مهدیخان محله، روستایی از توابع بخش مرکزی شهرستان ماسال در استان گیلان ایران است.این روستا درکناررودخانه زیبای خالکایی به طول حدود دو ونیم کیلومتر نوارساحلی واقع گردیده است.

## جمعیت
این روستا در دهستان ماسال قرار دارد و براساس سرشماری مرکز آمار ایران در سال ۱۳۸۵، جمعیت آن ۴۳۴ نفر (۱۲۴خانوار) بوده‌است.